# Děsivé dějiny
Děsivé dějiny (v anglickém originále Horrible Histories) je edice knih, které humorně popisují historii a dějiny národů, zemí, oblastí a civilizací. Autorem je Terry Deary a ilustrátorem Martin Brown.
Do edice Terry Dearyho patří:
- Drsná doba kamenná
- Strašliví Egypťané
- Úžasní Řekové
- Keltští hrdlořezové
- Darební Vikingové
- Divocí Anglosasové
- Zpropadené Skotsko (speciál)
- Zuřiví Aztékové
- Neskuteční Inkové
- Temní rytíři a ošumělé hrady (speciál)
- USA (speciál)
- Mizerná první světová válka
- Druhá světová válka
- Ničemní Normané
- Bombardovaní Britové
- Děsný Deník
- Prohnilí Římané
- Trapné britské impérium
- Francie (speciál)
- Raubířské revoluce (speciál)
- Anglie (speciál)
- Ještě prohnilejší Římané
- Irsko (speciál)
- Ohavný Londýn
- Bláznivá dějepisná všehochuť
- Surová středověká Anglie
- Wales (speciál)
- Bídní Viktoriáni
- Oxford
- Tupí tyrani (speciál)
- York
- Dublin (speciál)
- Edinburgh (speciál)

Příručky:
- Piráti
- Rytíři
- Čarodějnice
- Válečníci
- Zločinci

Speciální vázané knihy:
- Otřesné dějiny světa
- Děsivé Vánoce
- Kruté zločiny a trýznivé tresty
- Krutá kniha kvízů

## Seriál
V letech 2010–2012 natočila televize BBC podle knižní předlohy dětský částečně animovaný televizní seriál Děsivé Dějiny, který nejen ve Velké Británii ale i v jiných zemích sklidil úspěch od dětí a mládeže.